# Ántimo I de Constantinopla
Antimus I (? - después de 536) fue un miafisita patriarca de Constantinopla desde 535-536. Fue el obispo o arzobispo de Trebizond antes de acceder a la sede de Constantinopla. Fue depuesto por el papa Agapito I por adherirse al monofisismo (la creencia de que Jesús sólo tenía una naturaleza divina pero no humana) antes del 13 de marzo de 536, y posteriormente escondido por Teodora en sus aposentos durante 12 años, hasta su muerte.